# Nelly Carrasco Godínez
Nelly Minerva Carrasco Godínez (Ciudad de México, 16 de marzo de 1982) es una política mexicana que se ha desempeñado como diputada en el Congreso de la Unión en dos legislaturas y desde septiembre de 2023 ocupa el cargo de Secretaria de Cultura y Turismo del Estado de México.

## Biografía
Es licenciada en Informática Administrativa egresada de la Universidad Autónoma del Estado de México (UAEM) y tiene un diplomado denominado -La Paz en México- un ejercicio de inteligencia.
De 2003 a 2005 fue trabajadora administrativa de la agencia de Ford Motor Company Zapata. En 2006 ingresó a laborar en Luz y Fuerza del Centro como conciliadora bancaria y por tanto se integró en el Sindicato Mexicano de Electricistas (SME). Permaneció en dicho puesto hasta 2009 en que el presidente Felipe Calderón Hinojosa decretó la extinción de dicha empresa paraestatal y la indeminización de sus trabajadores. Nelly Carrasco fue de los trabajadores que se opuso a dicha medida y desde entonces es integrante del Movimiento de Defensa de Luz y Fuerza del Centro.
De 2010 a 2012 fue empleada administrativa en la empresa MEDIWAVE Diseño. A partir de 2012 se integró en Morena, fungiendo como enlace administrativo y consejera distrital de dicho año a 2015, en ese mismo año fue candidata a diputada federal sin lograr el triunfo. De 2016 a 2018 fue enlace distrital del partido.
En 2018 fue nuevamente candidata a diputada federal, siendo elegida en esta ocasión en representación del Distrito 4 del estado de México a la LXIV Legislatura que concluiría en 2021. En esta legislatura fue secretaria de la comisión de Derechos Humanos; e integrante de las comisiones de Derechos de la Niñez y Adolescencia; y, de Seguridad Social. Entre el 21 de diciembre de 2020 y el 16 de febrero de 2021 recibió licencia al cargo para ser delegada de Secretaria de Finanzas del comité ejecutivo nacional de Morena en el estado de México y durante la que fue sustituida por la suplente Rosario Cruz Salinas.
En las elecciones de 2021 fue postulada a la reelección por su mismo distrito, triunfando en la misma, para la LXV Legislatura que concluirá en 2024. En esta Legislatura fue presidenta de la comisión de Derechos Humanos; e integrante de las de Bienestar; de Deporte; de Recursos Hidráulicos, Agua Potable y Saneamiento; y, de Zonas Metropolitanas.
Solicitó y recibió licencia a la diputación a partir del 13 de febrero de 2023 para ser nombrada secretaria de Cultura y Turismo del estado de México por la gobernadora Delfina Gómez Álvarez a partir del 15 de septiembre del mismo año.